# Five Points (condado de Los Ángeles)
Five Points es un área no incorporada ubicada en el condado de Los Ángeles en el estado estadounidense de California.

## Geografía
Five Points se encuentra ubicada en las coordenadas 34°3′44″N 118°1′9″O / 34.06222, -118.01917.